# Randolph Stone
Dr. Randolph Stone foi um pesquisador ocidental, que trouxe da Índia o conhecimento sobre métodos de cura através do equilíbrio do campo de energia do paciente, equilibrando consequentemente os corpos físico, emocional e mental.
Embasou todo o conhecimento ancestral da Índia com as ciências ocidentais. Publicou diversas obras e denominou o seu método de cura como Terapia da Polaridade
Faleceu em 1981, aos quase 92 anos de idade.